# Eleginops maclovinus
Eleginops maclovinus är en fiskart som först beskrevs av Cuvier 1830.  Eleginops maclovinus är ensam i släktet Eleginops och i familjen Eleginopsidae. Inga underarter finns listade i Catalogue of Life.
Arten förekommer i Atlanten och Stilla havet kring södra Sydamerika (Chile och Argentina). Den blir upp till 90 cm lång och har en blåbrun färg på ovansidan samt en silver färg med gul skugga på undersidan. Det vetenskapliga namnet för släktet är bildat av de grekiska orden eleginos, -ou (fisk från Nilen) och ops (liknande).